# ماتیاس لاست
ماتیاس لاست (انگلیسی: Matthias Lust؛ زادهٔ ۲۷ آوریل ۱۹۷۰) بازیکن فوتبال اهل آلمان است.
از باشگاه‌هایی که در آن بازی کرده‌است می‌توان به باشگاه فوتبال کارلسروهه، باشگاه فوتبال بوخوم، و باشگاه فوتبال زاربروکن اشاره کرد.